# پورچیس (نیویورک)
پورچِیس (به انگلیسی: Purchase) یک منطقهٔ مسکونی در ایالات متحده آمریکا است که در Harrison واقع شده‌است. پورچیس ۵٬۳۹۱ نفر جمعیت دارد.